# Гельсінгер (футбольний клуб)
«Гельсінгер» (дан. Football Club Helsingør) — данський футбольний клуб з однойменного міста, заснований 2005 року. Із сезону 2017—2018 років виступав в данській Суперлізі. Домашні матчі приймає на стадіоні «Гельсінгер», що вміщує 4 500 глядачів. 
Футбольний клуб виступає під егідою спортивного клубу «Еліт 3000 Гельсінгер».